# کوه آرتور
کوه آرتور (به انگلیسی: Arthur Peak) یک کوه در ایالات متحده آمریکا است که در Tongass National Forest واقع شده‌است. کوه آرتور ۱٬۱۱۲٫۵۳ متر بالاتر از سطح دریا واقع شده‌است.